# JUNGLE 9
『JUNGLE 9』（ジャングル ナイン）は、ザ・クロマニヨンズの9thアルバムである。2015年10月21日リリース。

## 解説
前作から1年1か月ぶりのアルバム。
14thシングル「エルビス (仮)」を含む全12曲入りのアルバム。
音源は全編モノラルでの収録となっている。

## 収録曲
| 全編曲: ザ・クロマニヨンズ。 |                                                                                  |            |       |
| #                            | タイトル                                                                         | 作詞・作曲 | 時間  |
| 1.                           | 「生活」                                                                         | 真島昌利   | 2:47  |
| 2.                           | 「やる人」(JAバンク『JA直売所』篇 CMソング)                                      | 真島昌利   | 2:40  |
| 3.                           | 「夜行性ヒトリ」                                                                 | 甲本ヒロト | 2:57  |
| 4.                           | 「這う」                                                                         | 甲本ヒロト | 3:06  |
| 5.                           | 「生きてる人間」                                                                 | 真島昌利   | 3:14  |
| 6.                           | 「エルビス (仮)」(14thシングル、 日本テレビ系テレビドラマ『ど根性ガエル』主題歌) | 真島昌利   | 3:40  |
| 7.                           | 「俺のモロニー」                                                                 | 甲本ヒロト | 3:25  |
| 8.                           | 「オバケのブルース」                                                             | 真島昌利   | 2:34  |
| 9.                           | 「原チャリダルマ」                                                               | 甲本ヒロト | 2:17  |
| 10.                          | 「ボラとロック」                                                                 | 甲本ヒロト | 3:05  |
| 11.                          | 「中1とか中2」                                                                   | 真島昌利   | 3:11  |
| 12.                          | 「今夜ロックンロールに殺されたい」                                               | 甲本ヒロト | 3:47  |
| 合計時間:                    | 合計時間:                                                                        | 合計時間:  | 36:43 |

## 参加アーティスト
ザ・クロマニヨンズ
- 甲本ヒロト（ボーカル）
- 真島昌利（ギター）
- 小林勝（ベース）
- 桐田勝治（ドラムス）